# Epson Equity

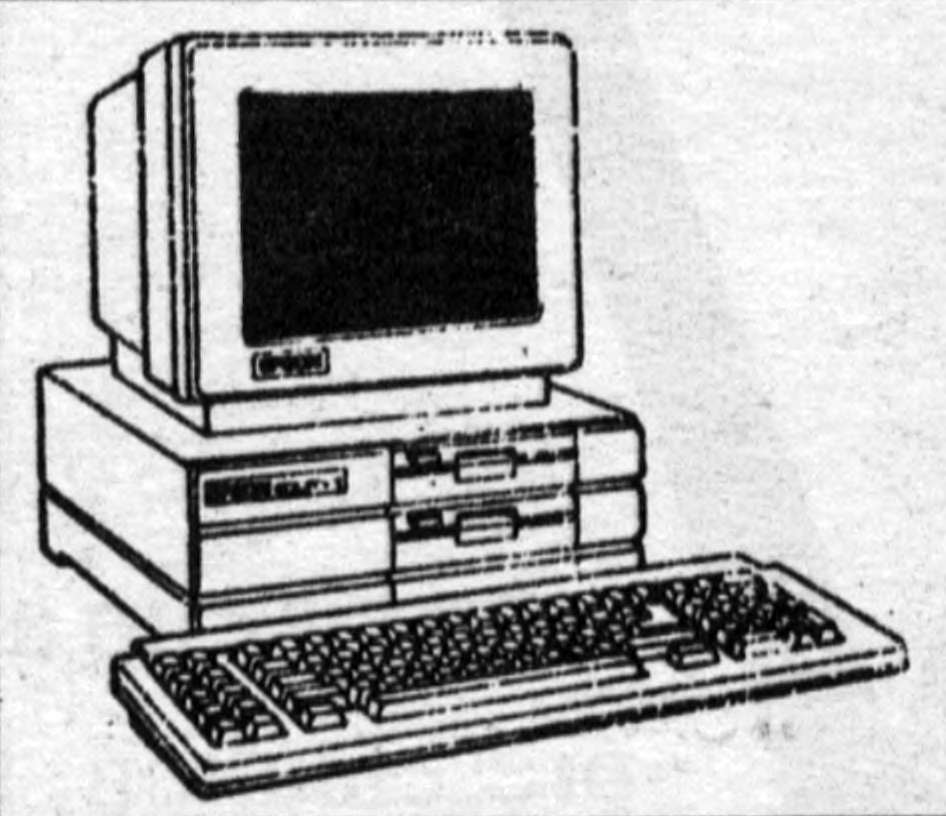
Dibujo del Epson Equity I de una publicidad en la Puget Sound ComputerUser.

La serie Epson Equity de compatibles IBM PC fue fabricada desde 1985 hasta principios de los 90 por Epson Inc. Epson era conocida por sus impresoras de matriz de puntos en ese momento y la serie Equity representa su entrada en el creciente mercado de los compatibles con PC. El Equity I fue el primer sistema introducido equipado con una CPU Intel 8088 y una o dos disqueteras de 5,25".
El Equity original era un equipo sencillo, sin lujos. Funcionaba a la velocidad de reloj estándar de 4,77 MHz del IBM PC, venía con 256 KB de RAM (para agregar más de 512 KB de memoria requería una placa de expansión), video CGA, tenía pocas ranuras de expansión disponibles, solo dos bahías para unidades de media altura y carecía de un zócalo para un coprocesador matemático Intel 8087. Las versiones posteriores, Equity I+ y Apex 100, aumentaron la velocidad del reloj a 10 MHz, la memoria RAM estándar a 640 KiB, admitieron unidades de disquete y discos duros de 3,5 pulgadas, tenían un zócalo 8087 y tenían circuitería compatible Hercules Graphics Card monocromo. Epson incluyó algunos programas de utilidades que ofrecían una funcionalidad llave en mano decente para usuarios novatos. Equity era un diseño confiable y compatible por la mitad del precio de un IBM PC configurada de manera similar. Epson a menudo promovía las ventas al incluir una de sus impresoras al costo. El Equity I se vendió lo suficientemente bien como para garantizar el avance de la línea Equity con los siguientes Equity II, Equity III y otros basados en el i386SX.

## Modelos
- Epson Equity I (Intel 8088)[1]
- Epson Ie (Intel 8086, el único clon de IBM conocido con video MCGA)[2][3]
- Epson Equity I+, Epson Apex 100[4]
- Epson Equity II (NEC V30)[5]
- Epson Equity II+ (Intel 80286)[6]
- Epson Equity III (Intel 80286)[7][8][9]
- Epson IIe (Intel 80286)[10]
- Epson III+ (Intel 80286)[11]
- Epson Equity LT (NEC V30)[12][13]
- Epson Equity 286
- Epson Equity 386SX
- Epson Equity 386DX